# Palaemonetes hiltoni
Palaemonetes hiltoni är en kräftdjursart som beskrevs av Schmitt 1921. Palaemonetes hiltoni ingår i släktet Palaemonetes och familjen Palaemonidae. Inga underarter finns listade i Catalogue of Life.